# کوچ انترتینمنت
کوچ اینترتینمنت (انگلیسی: Koch Entertainment) شرکت فیلم‌سازی آمریکایی است، که در سال ۱۹۸۷ تأسیس شد.